# RAD750
RAD750 – komputer z procesorem PowerPC 750, następca IBM RAD6000. Montowany m.in. w pojazdach kosmicznych. Charakteryzuje się dużą odpornością na promieniowanie. Sam procesor może pochłonąć dawkę 2000 grejów i wytrzymać temperatury od –55 °C do 125 °C. Płyta główna wraz z procesorem może pochłonąć 1000 grejów i wytrzymuje temperatury od –55 °C do 70 °C.
RAD750 został zamontowany w statkach kosmicznych:
- Geostationary Operational Environmental Satellite
- Lunar Reconnaissance Orbiter
- GRAIL
- Łazik Curiosity
- Solar Dynamics Observatory
- Juno (sonda kosmiczna)
- InSight
- Łazik Perseverance
- Kosmiczny Teleskop Jamesa Webba